# فرودگاه کسل
فرودگاه کَسِل (به انگلیسی: Castle Airport) یک فرودگاه همگانی بهره‌برداری هوایی با کد یاتا MER است که یک باند فرود آسفالت و بتن دارد و طول باند آن ۳۵۹۷ متر است. این فرودگاه در شهر آتواتر، کالیفرنیا کشور ایالات متحده آمریکا قرار دارد و در ارتفاع ۵۸ متری از سطح دریا واقع شده‌است.